# Slaget vid Cold Harbor
Slaget vid Cold Harbor ägde rum mellan den 31 maj till den 12 juni 1864, där de största striderna skedde den 3 juni. Det var en av de sista striderna för generallöjtnant Ulysses S. Grants Overlandfälttåg under det amerikanska inbördeskriget. Slaget är ihågkommen som en av de blodigaste och skevaste i amerikansk historia. Tusentals nordstatssoldater dödades eller sårades i ett hopplöst frontalangrepp mot Robert E. Lees konfederala armés befästa positioner.

## Slaget

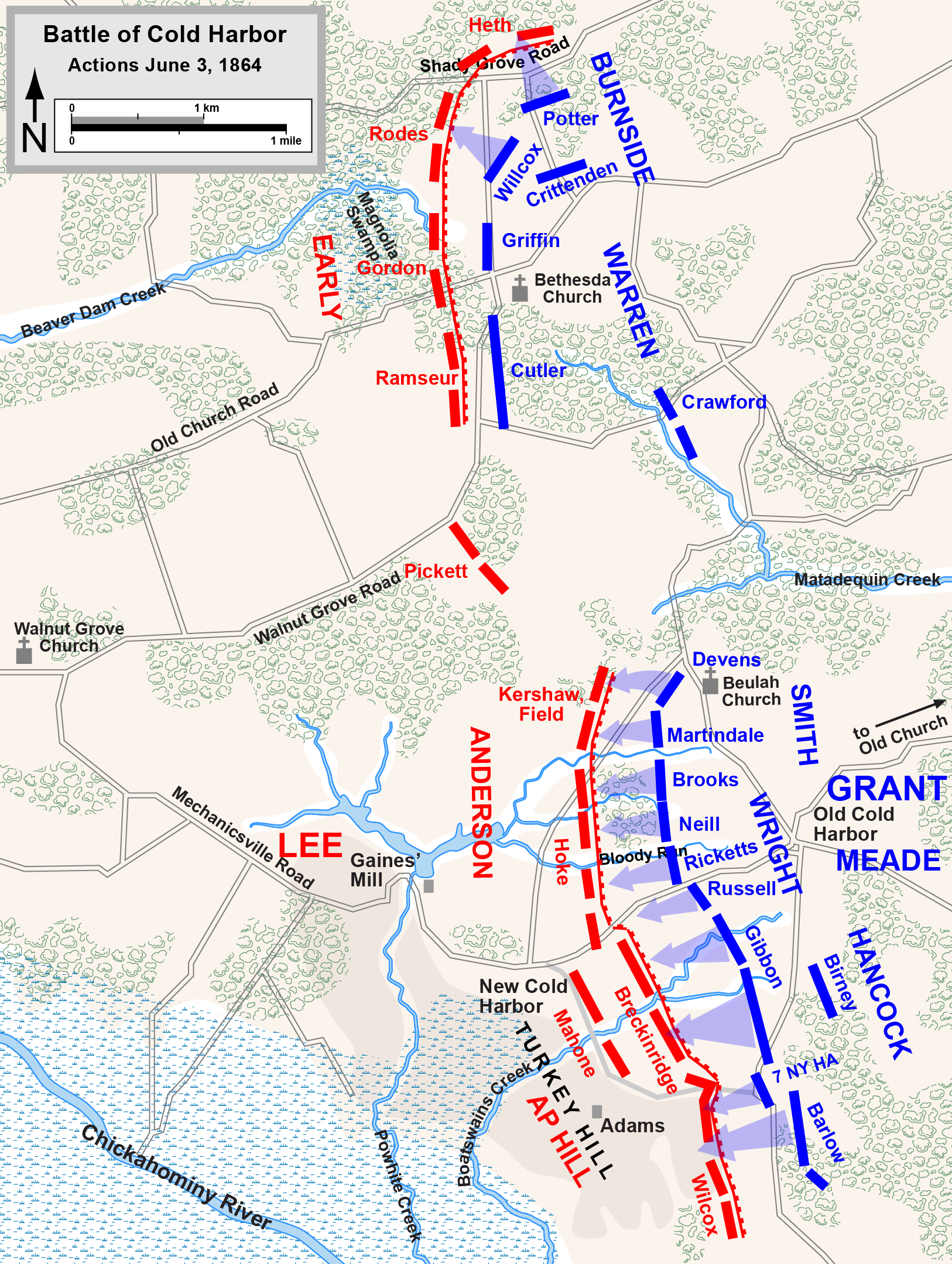
Karta som visar unionsarméns anfall den 3 juni.

Den 31 maj, då Grants armé svängde runt Lees armés högerflank, intog Nordstaternas kavalleri korsningen av Old Cold Harbor, cirka 16 kilometer nordost om konfederationens huvudstad Richmond i Virginia, för att försvara den mot konfederationens anfall tills Nordstaternas infanteri anlände. Både Grant och Lee, vars arméer hade lidit enorma förluster i Overlandfälttåget, fick förstärkningar. På kvällen den 1 juni anlände Nordstaternas sjätte och artonde kårer och anföll konfederationens försvarsverk väster om korsningen, till viss framgång.
Den 2 juni anlände resterna av de båda arméerna och de konfederala trupperna byggde en utarbetad en 11 kilometer lång serie av befästningar. I gryningen den 3 juni anföll tre nordstatskårer de konfederala försvarsverken på den södra änden av linjen och blev snabbt tillbakaslagna med stora förluster. Nordstaterna misslyckade även med att anfalla den norra änden av linjen och återuppta sina anfall mot den södra änden.
Grant sade följande om slaget i sina memoarer; "Jag har alltid ångrat att det sista anfallet mot Cold Harbor ägde rum. ... Det erhölls inga fördelar över huvud taget som kunde uppväga de stora förluster som vi har lidit." Arméerna konfronterade varandra på dessa linjer tills på natten till den 12 juni när Grant avancerade på nytt med sin vänsterflank genom att marschera till James River. Det var en imponerande defensiv seger för Lee, men det kom att bli hans sista under kriget. I slutskedet växlade han mellan att gräva skyttegravar i Petersburg och fly västerut förbi Virginia.